# Viola × wittrockiana
Los pensamientos son plantas híbridas ornamentales, cultivadas por sus vistosas flores, obtenidas de la especie silvestre Viola tricolor; aunque a veces se la llama Viola tricolor hortensis, en rigor el nombre científico correcto para los híbridos es Viola × wittrockiana. Pertenecen al género de las violetas, dentro de la familia de las violáceas.

## Desarrollo del pensamiento
Durante el siglo XIX, jardineros aficionados de toda Europa del norte cruzaron una y otra vez el pensamiento silvestre (V. tricolor) con otra especie nativa de violetas (V. lutea) y, en ocasiones, con una del Oriente Próximo (V. altaica), para producir un patrón de flores más atractivas. Como resultado de estos cruces intensivos durante las décadas de 1820-30, las nuevas variedades se hicieron muy populares. Hacia 1835, existían ya 400 y para 1841 el pensamiento se había convertido en la planta favorita.
Durante el auge de la construcción de invernaderos en la época victoriana (debido en gran parte a la disponibilidad y el bajo coste del acero), surgieron las atractivas flores, tan familiares ya para aquellos jardineros modernos.

## Pensamientos como cobertura
Los pensamientos son adecuados para plantar debajo de arbustos, ya que actúan como cobertura natural inhibiendo el crecimiento de malas hierbas.

## Usos
Estas plantas comienzan a florecer en primavera en el norte de Europa y el norte de Estados Unidos, en climas cálidos lo hacen hasta en invierno. A menudo se cultivan junto al aliso, ya que producen una agradable combinación de colores al surgir sus flores a la par. También por su colorido y gran resistencia, es colocada a la entrada de muchas ciudades y pueblos en glorietas y pequeñas raquetas. Resulta perfecta si de lo que trata es de adornar jardineras en los balcones, combinándose por ejemplo con petunias y con begonias.

## Reproducción, ciclo biológico y características

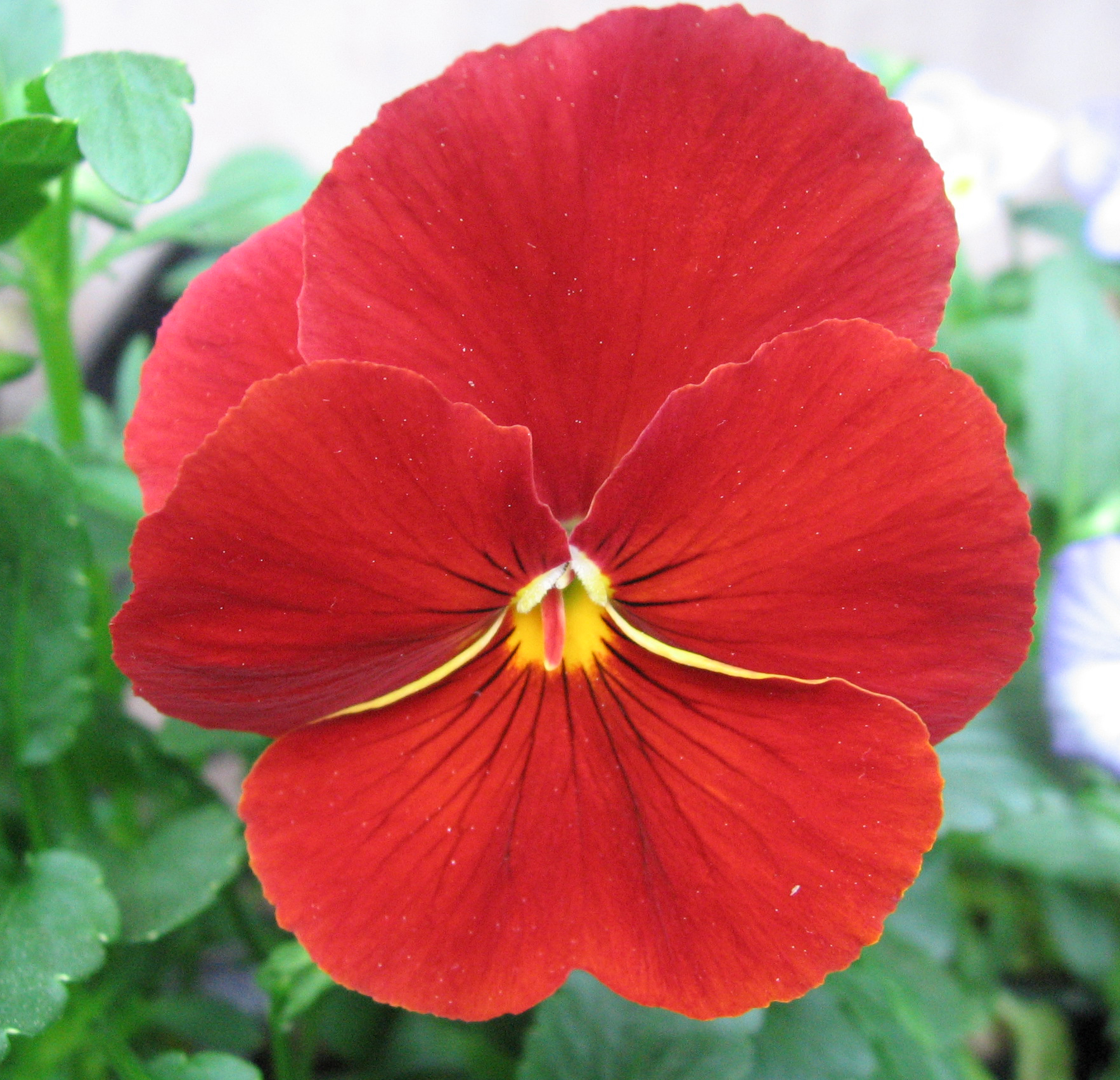
Pensamiento de color rojo.

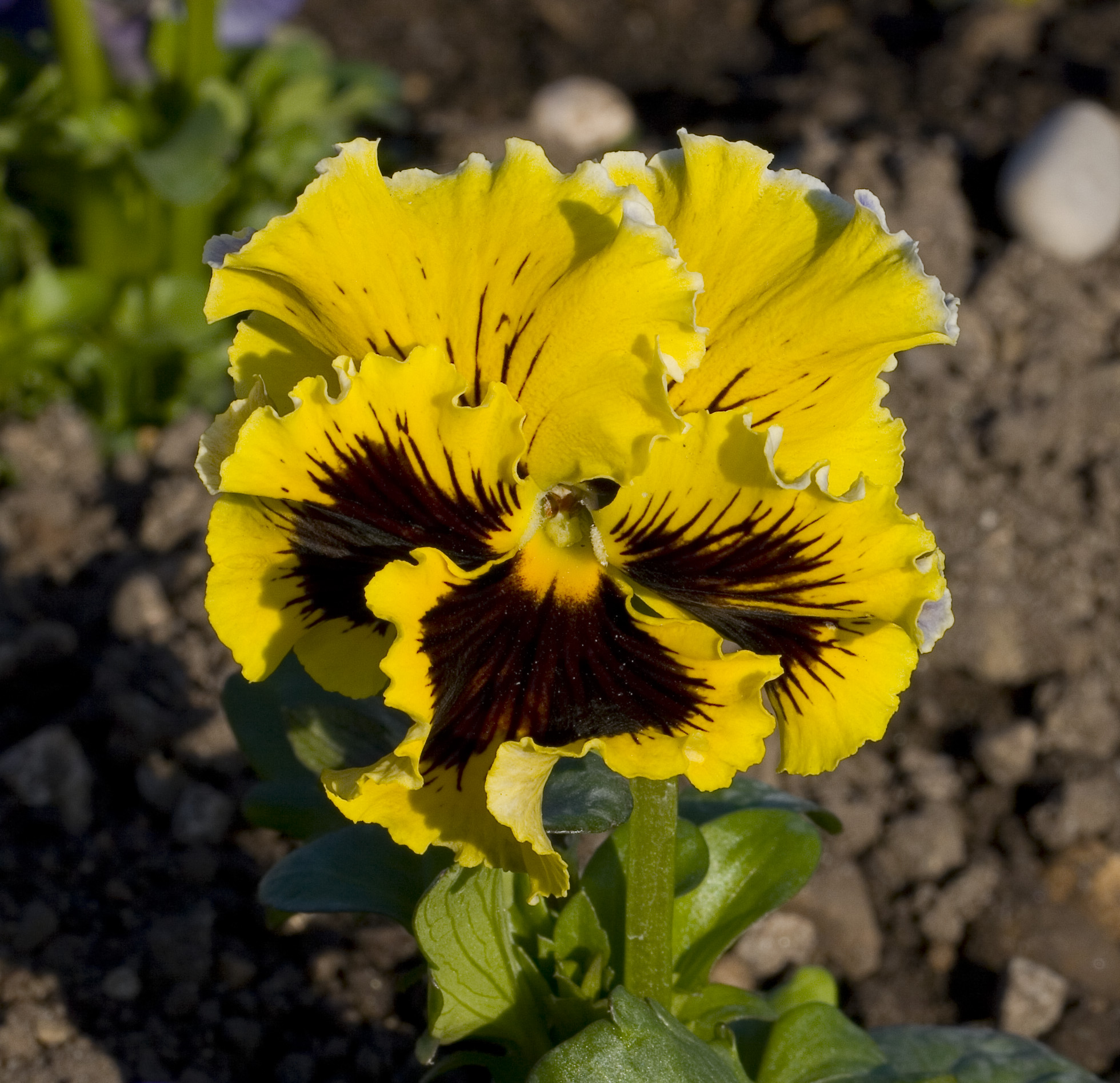
Pensamiento de color amarillo.

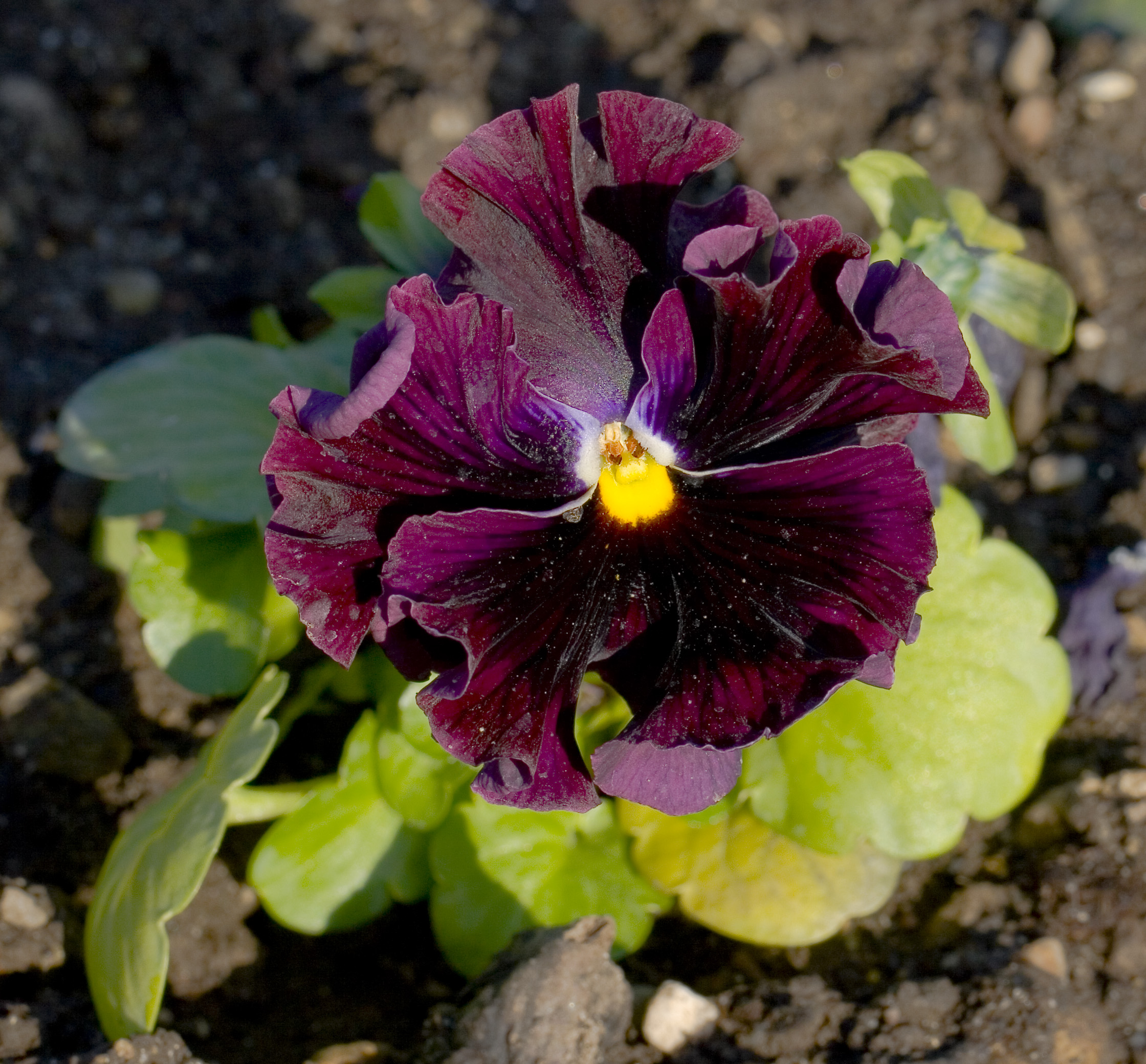
Pensamiento violeta.

Las flores, que salen aisladas y son bastante grandes en relación con la misma planta (alrededor de 6 cm de diámetro), poseen aterciopelados pétalos desiguales mucho más largos que el cáliz. Los colores son muy variados: desde el dorado al blanco, amarillo, rojo, violeta, los azules más suaves o intensos... jaspeados en tan diversas tonalidades y gamas que pueden formar un arco iris de color en el jardín. Son plantas bianuales, que durante el primer año únicamente producen follaje, dando flores y semillas al siguiente y marchitándose después como cualquier anual. Sin embargo, en óptimas condiciones de cultivo pueden convertirse en perennes aunque tienen tendencia a desarrollar largos tallos y extenderse después de algunos años. Las plantas adultas alcanzan unos 23 cm de altura e incluso pueden llegar a los 30 cm, aunque la media está en torno a los 20. La etapa que corresponde a su floración es la que abarca los meses otoñales pero continúa hasta bien entrada la primavera. Con la llegada del verano, su aspecto será decaído y mustio, lo mejor entonces, es cortarlos por la parte del tallo más baja y podremos volver a ver la alegría de sus tonalidades el invierno siguiente.

## Riesgos y cuidados
Los pensamientos requieren de suelos ricos en nutrientes para su buen crecimiento. Siempre debe darles el sol y necesitan de iluminación natural. Hay que procurar que la tierra en la que crecen esté siempre húmeda pero también prestar atención para que los suelos no se encharquen. La mejor época para plantarlos es el otoño utilizando tierra nueva cuyos nutrientes los alimentarán durante unos dos meses. Pasado ese tiempo, se puede añadir abono para plantas de flor siguiendo siempre las indicaciones del fabricante. Esta flor es muy propensa a ser atacada por los pulgones. Para evitar este ataque, se les puede rociar con insecticida casero. Otro ataque a la flor es un hongo llamado oídio que hará que la planta adquiera un color  blanquecino. Si son colonizadas por este hongo, no merece la pena gastar dinero y esfuerzos en adquirir fungicida, ya que es más barato comprar plantas nuevas. Otro peligro es el de agallas de las hojas, estas agallas son producidas por las larvas de mosquitos de las violetas (Dasyneura affinis) que puede tener 5 generaciones. En el interior de cada agalla se pueden encontrar hasta 25 o 30 larvas rosadas. Las de la última generación pasan el invierno dentro de la agalla protegida por un capullo. Para luchar contra esto se deben quitar y quemar las hojas deformadas. Esta plaga, sin embargo, se puede confundir con la de un ácaro Eriófido, causante de la llamada Erinosis. En este caso también están enrolladas las hojas por el borde, pero sin el engrosamiento característico de las agallas producidas por las mordeduras de las larvas de mosquitos. También los milpiés pueden producir a veces daños royendo las raíces y las hojas bajas, cortando la planta por el cuello.